# 杭州动物园

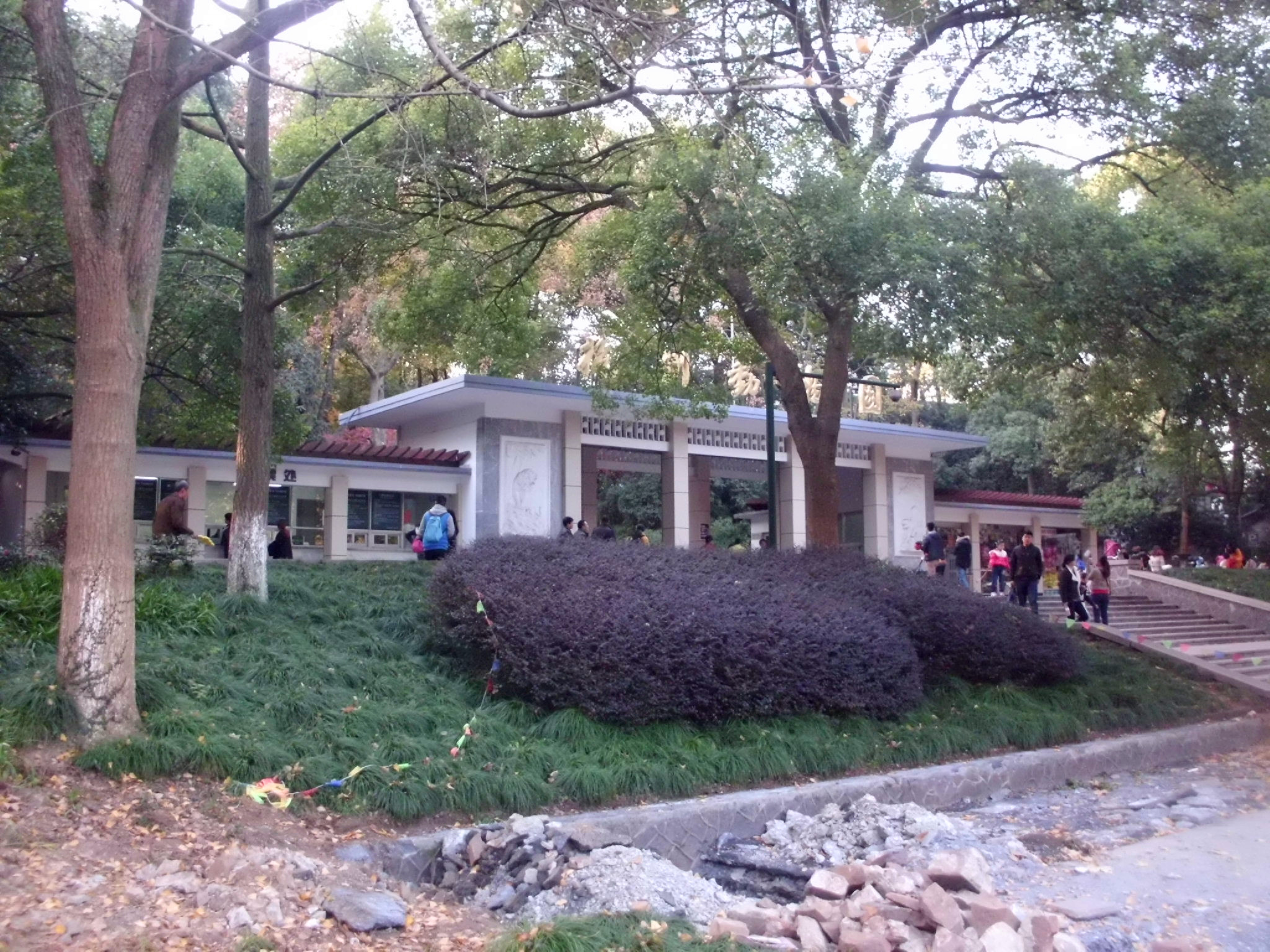
大门

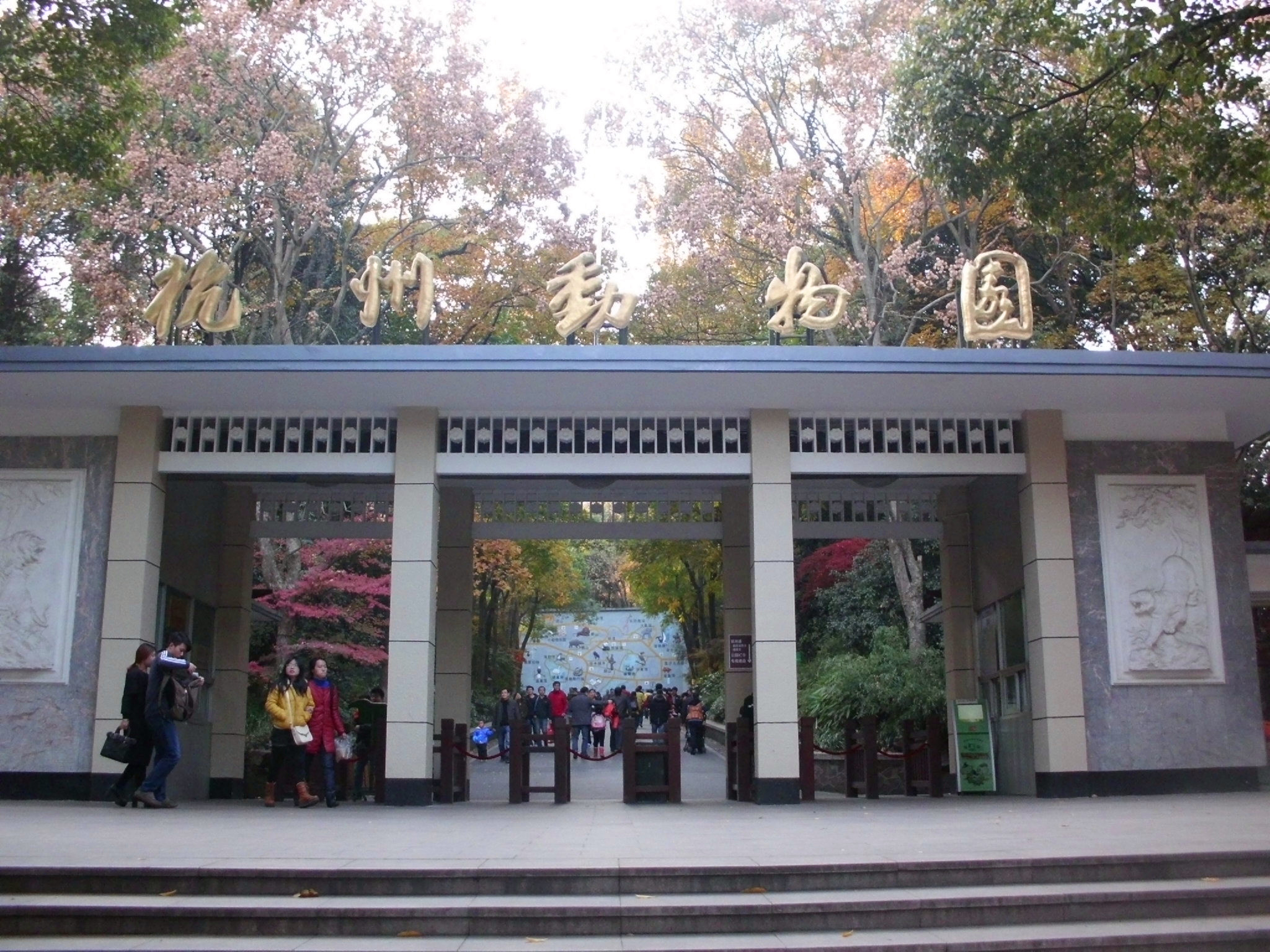
大门

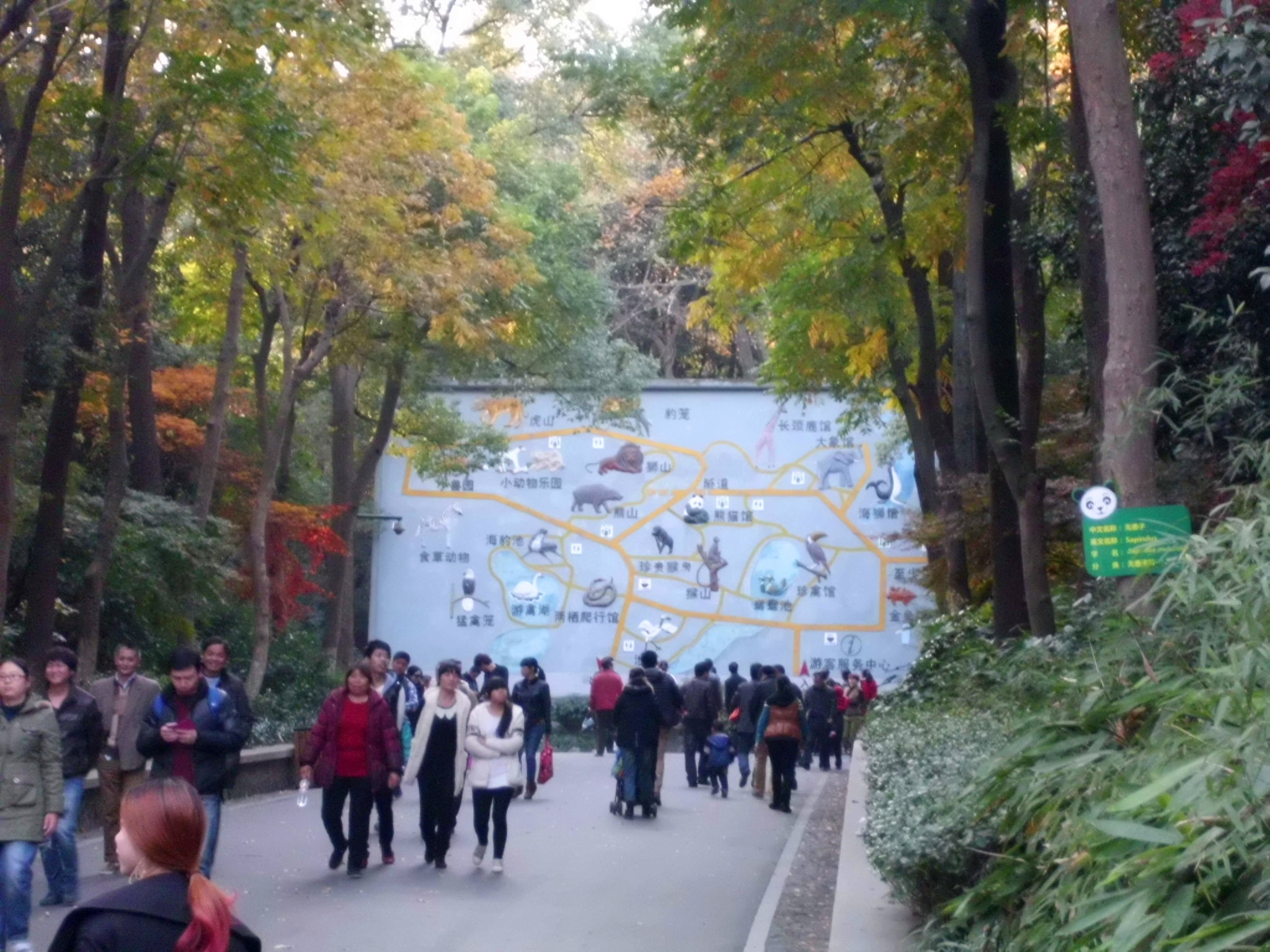
进入后的大路

杭州动物园成立于1958年。原址位于钱王祠，1975年10月迁至西湖区虎跑路40号（位于西湖西南方向）。是一座集野生动物保护、科研、科普、教育和游览于一身的山林式动物园，园内环境幽静，每年游览游客100多万人次。

## 简介
园区占地20公顷，南邻虎跑梦泉、六和塔，北接杭州少儿公园（满陇桂雨）。大门坐西朝东。
里面设有大象馆、大熊猫馆、金鱼馆、长颈鹿馆、珍贵猴房、鸣禽馆、两栖爬虫馆、科普教育中心等20多个场馆，饲养展出大熊猫、金丝猴、白颊长臂猿、黑猩猩、东北虎、亚洲象、蟒蛇、绿孔雀、丹顶鹤、长颈鹿等共计200多种2000多只各种珍稀野生动物。

## 游览
门票20元，1.2米-1.5米儿童10元，1.2米以下儿童免费，营业时间：
春夏季
- 04月1日-09月30日，7:00-17:30
- 10月1日-10月7日，6:30-18:00

秋冬季
- 10月8日-03月31日，7:00-17:00

## 图片
- 分布地图
- 鹦鹉
- 蓝孔雀
- 白孔雀
- 孔雀开屏
- 小猴子
- 狐猴
- 猩猩
- 金丝猴
- 大熊猫
- 大熊猫
- 小熊猫
- 豹子
- 老虎
- 狐狸
- 小熊
- 虎狮幼崽
- 鸵鸟
- 狮子
- 雄狮
- 长颈鹿
- 大象
- 猴山
- 蟒蛇
- 大水龟
- 海豹
- 天鹅

## 交通
路过的公交车有：4、318、31、315、504、514B、194、197、808、822/K822。